# Linia kolejowa nr 767
Łącznica kolejowa nr 767 – nieczynna i częściowo nieistniejąca linia kolejowa, która rozpoczynała swój bieg na posterunku odgałęźnym Kuniów na linii kolejowej nr 175 Kłodnica – Kluczbork i kończyła się na przystanku Smardy na linii kolejowej nr 143 Kalety – Wrocław Mikołajów. Była to zelektryfikowana linia dwutorowa o szerokości torów 1435 mm.
Obecnie linia jest nieczynna, a tory jej zostały częściowo rozebrane. Łącznica ta wraz z łącznicą nr 768 tworzyły kolejową obwodnicę Kluczborka.

## Historia linii
- 1 stycznia 1984 roku – otwarcie linii
- 1 stycznia 1999 roku – zamknięcie linii dla ruchu towarowego
- 17 stycznia 2005 roku – częściowa rozbiórka linii